# Naturschutzgebiet Wilde Aa
Das Naturschutzgebiet Wilde Aa mit einer Größe von 7,77 ha liegt südöstlich von Oberschledorn im Stadtgebiet von Medebach. Es wurde 2003 mit dem Landschaftsplan Medebach durch den Hochsauerlandkreis als Naturschutzgebiet (NSG) ausgewiesen. Das NSG ist Teil des Europäischen Vogelschutzgebiets Medebacher Bucht. Im Osten geht es bis zur Landesgrenze nach Hessen.

## Gebietsbeschreibung
Im NSG handelt es sich um ein Grünlandtal der Wilde Aa in diesem Bereich. Das Flussufer ist mit Weiden und Erlen bestanden.

## Tier- und Pflanzenarten im NSG
Im NSG brüten Heckenbrüter wie Neuntöter. Auswahl vom Landesamt für Natur, Umwelt und Verbraucherschutz Nordrhein-Westfalen weiterer im Schutzgebiet dokumentierter Tierarten: Bachstelze,  Blauflügel-Prachtlibelle, Brauner Waldvogel, Bunter Grashüpfer, Bunter Grashüpfer, Gebirgsstelze, Gebänderte Prachtlibelle, Gemeiner Grashüpfer, Kleiner Fuchs, Nachtigall-Grashüpfer und Wasseramsel.
Im NSG kommen gefährdete Pflanzenarten vor. Auswahl vom Landesamt im Gebiet dokumentierter Pflanzenarten: Acker-Hellerkraut, Acker-Hornkraut, Acker-Witwenblume, Bachbunge, Beifuß, Berg-Platterbse, Bittersüßer Nachtschatten, Blutwurz, Echte Zaunwinde, Echtes Johanniskraut, Echtes Labkraut, Echtes Springkraut, Färber-Ginster, Gänseblümchen, Gamander-Ehrenpreis, Gefleckte Taubnessel, Geflecktes Johanniskraut, Gemeiner Hohlzahn, Gemeiner Rainkohl, Gewöhnliche Pestwurz, Gewöhnliche Vogelmiere, Gewöhnlicher Gilbweiderich, Gewöhnliches Hirtentäschel, Geruchlose Kamille, Gewimpertes Kreuzlabkraut, Gras-Sternmiere, Große Klette, Große Sternmiere, Großer Wiesenknopf, Hain-Sternmiere, Harzer Labkraut, Heide-Labkraut, Heidelbeere, Hunds-Veilchen, Hundspetersilie, Jakobs-Greiskraut, Klebriges Greiskraut, Kleines Habichtskraut, Kletten-Labkraut, Kohldistel,  Kriechender Günsel, Kriechender Hahnenfuß, Magerwiesen-Margerite, Mauerlattich, Moschus-Malve, Pfennigkraut, Quellen-Hornkraut, Rote Lichtnelke,
Rundblättrige Glockenblume, Ruprechtskraut, Scharfer Hahnenfuß, Scharfer Mauerpfeffer, Schlangen-Knöterich, Schmalblättriges Weidenröschen, Schwarze Königskerze, Spitzlappiger Frauenmantel, Spitz-Wegerich, Sumpf-Vergissmeinnicht, Sumpf-Ziest, Vogel-Wicke, Wald-Engelwurz, Wald-Storchschnabel, Wald-Ziest, Wasserdarm, Weiße Taubnessel, Wiesen-Bärenklau, Wiesen-Flockenblume, Wiesen-Kerbel, Wiesen-Kümmel, Wiesen-Platterbse, Wiesen-Schaumkraut, Wiesen-Storchschnabel, Wiesen-Wachtelweizen und Zaun-Wicke.

## Schutzzweck
Das NSG soll das Grünland und seinem Arteninventar schützen. Wie bei allen Naturschutzgebieten in Deutschland wurde in der Schutzausweisung darauf hingewiesen, dass das Gebiet „wegen der Seltenheit, besonderen Eigenart und Schönheit des Gebietes“ zum Naturschutzgebiet erklärt wurde.